# 原齿翼鸟属
原齿翼鸟属（学名：Protodontopteryx）是远洋鸟科的一属。学名来自于“Proto”（意为“古老的，原始的”）和“odontopteryx”（意为“齿翼鸟”），其模式种名为：Protodontopteryx ruthae。

## 下属物种
本属包括以下物种：
- 原齿翼鸟 Protodontopteryx ruthae Mayr, De Pietri, Love, Mannering & Scofield, 2019，原齿翼鸟翼展只有1米，而且双翼的外形较短较宽，不适合做远距离的滑翔。[2]